# حرب استقلال الدومينيكان

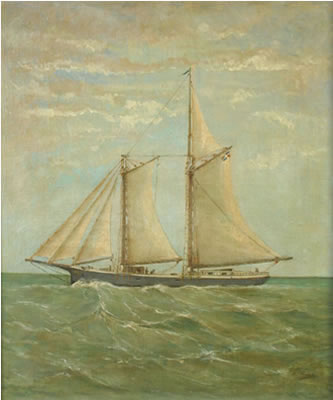
مركب شراعي في معركة تورتوجويرو "انفصال الدومينيكان" عام 1844.

منحت حرب استقلال الدومينيكان جمهورية الدومينيكان استقلالًا ذاتيًا عن هايتي في 27 فبراير 1844؛ بعد أن كانت جزيرة هيسبانيولا المستقلة حديثًا، والمعروفة سابقًا باسم سانتو دومينغو، متحدةً معها منذ عام 1822، ولمدة 22 عامًا، بعد أن أطاحت شعوب الكريولو داخل البلاد بالتاج الإسباني في عام 1821.
اختار أعضاء لا ترينيتاريا، «بوابة الكونت» البارزة في أسوار المدينة القديمة في عام 1844، لتكون نقطة تجمع لتمردهم ضد الحكومة الهايتية. وفي صباح يوم 27 فبراير 1844، اتصل إل كوندي بالمسؤولين عن التمرد، الذين لم يكتفوا بالاجتماعات السرية بل أعلنوا تحديهم للهايتيين علانيةً. ونجحت جهودهم بالفعل، إذ حارب رجال الجيش الدومينيكاني للحفاظ على استقلال بلادهم عن جيرانهم الهايتيين على مدى السنوات العشر التالية.
حاول الجنود الهايتيون استعادة السيطرة على الأراضي المسترجعة منهم تحت قيادة فاوستين سولوك، لكن لم تجدي جهودهم، إذ استمر الدومينيكان في حسم المعارك لصالحهم مع تقدم الحرب. ونجح جيش دومينيكاني غير مجهز تحت قيادة مربي المواشي الثري الجنرال بيدرو سانتانا في صد هجوم من قوتين قوامه 30 ألف جندي من الهايتيين، في مارس 1844. وبعد أربع سنوات، اضطر أسطول دومينيكاني للهجوم على القرى الساحلية الهايتية والتعزيزات البرية في الجنوب لإجبار الإمبراطور الهايتي على الدخول في هدنة لمدة عام واحد. وواجه الدومنيكان المسلحون بالسيوف القوات الهايتية في معارك حامية الوطيس، كانت الأضخم في تلك الحرب، على الجبهات الثلاث في عام 1855.

## خلفية
كانت مستعمرة سانتو دومينغو، التي اعتُبرت سابقًا المقر الرئيسي للقوة الإسبانية في العالم الجديد، في أسوأ تدهور لها في بداية القرن التاسع عشر. وكانت إسبانيا خلال هذا الوقت متورطةً في حرب الاستقلال الإسبانية، وحروب مختلفة أخرى للحفاظ على سيطرتها على الأمريكتين. ومع تشتت موارد إسبانيا بين المناطق التي وجدت مصلحتها فيها، أُهملت سانتو دومينغو وأقاليم الكاريبي الأخرى مقارنةً بالأقاليم الغنية الأخرى مثل كوبا وبورتوريكو المجاورة. ويشار إلى هذه الفترة باسم عصر إسبانيا بوبا.